# Silosi Szent Domonkos

Silosi Szent Domonkos O.S.B. (spanyolul: Domingo de Silos), (1000 körül – 1073. december 20.) középkori spanyol szerzetes.

## Élete
Domonkos szegény spanyol szülők gyermekeként született, és fiatalon pásztorként kereste a kenyerét. Jámbor és tanulékony emberként később a papi pályára lépett, majd belépett a bencés rendbe is. A kasztíliai Silos apátjaként megreformálta kolostorát, csodái pedig ismertté és tiszteltté tették a nevét. Egy legenda szerint még halála után is csodás közbenjárásával egy alkalommal 300 ember szabadított ki a muzulmán mórok fogságából. Ő róla kapta a nevét – ugyancsak közbenjárásáért – Guzmán Szent Domonkos, a Domonkos-rend alapítója. Ünnepnapja halála napja, december 20.